# Les Pattes de mouches
Pour plus de détails, voir Fiche technique et Distribution.
Les Pattes de mouches est un film franco-allemand réalisé par Jean Grémillon, sorti en 1936.

## Synopsis
Après avoir écrit à celui qu'elle aime, une jeune femme se voit contraint d'épouser un homme qu'elle n'a pas choisi...

## Fiche technique
- Titre français : Les Pattes de mouches
- Titre allemand : Die Pfoten der Fliege
- Réalisation : Jean Grémillon
- Scénario : Jean Grémillon, Roger Vitrac, d'après la comédie éponyme[1] de Victorien Sardou créée en 1860
- Directeur de la photographie : Ewald Daub
- Son : Walter Rühland
- Décors : Willi A. Herrmann et Alfred Bütow (de)
- Musique : Lothar Brühne
- Assistant réalisateur : Louis Chavance
- Production : Raoul Ploquin
- Société de production : UFA
- Pays d'origine :  France,  Reich allemand ; film tourné en Allemagne, en version française uniquement
- Format : Noir et blanc - 35 mm - 1,37:1
- Genre : comédie sentimentale
- Durée : 90 minutes
- Date de sortie : France, 20 mars 1936

## Distribution
- Renée Saint-Cyr : Suzanne
- Pierre Brasseur : Michel
- Claude May : Clarisse
- Georges Rollin : Paul
- Mila Parély : Marthe
- Charles Dechamps : M. Thirion
- Lucien Dayle : Léonard
- Jenny Burnay : Colomba
- Marguerite Templey : Mme Ducharme
- Anna Lefeuvrier : Julia
- Jean Ayme : Baptiste
- Robert Le Flon : Busonier
- Georges Prieur : Vanhove
- Claire Gérard